# After Midnight with Boston Blackie
After Midnight with Boston Blackie é um filme policial estadunidense de 1943 dirigido por Lew Landers. É o quinto de uma série de 14 filmes da Columbia Pictures estrelados por Chester Morris como Boston Blackie.

## Elenco
- Chester Morris como Horatio "Boston Blackie" Black
- Richard Lane como Inspetor Farraday
- Ann Savage como Betty Barnaby
- George E. Stone como The Runt
- Lloyd Corrigan como Arthur Manleder
- Walter Baldwin como Diamond Ed Barnaby
- Don Barclay como Cigar Clerk
- Jan Buckingham como Dixie Rose Blossom
- Eddy Chandler como Capitão da Polícia
- Heinie Conklin como Trabalhador
- Dudley Dickerson como Bullfiddle Player
- Dick Elliott como Juiz de Paz Potts
- Sam McDaniel como Porteiro do trem (sem créditos)